# Cravity
CRAVITY (Hangul: 크래비티) là một nhóm nhạc nam Hàn Quốc gồm 9 thành viên được thành lập bởi Starship Entertainment. Nhóm ra mắt vào ngày 14 tháng 4 năm 2020. Nhóm phát hành album đầu tay “CRAVITY SEASON1. [HIDEOUT: REMEMBER WHO WE ARE]” và MV ca khúc chủ đề “Break all the Rules” trên toàn bộ các nền tảng trực tuyến.

## Tên gọi
Tên của nhóm, Cravity, là một từ kết hợp giữa ''Creativity (sáng tạo)'' và ''Gravity (trọng lực)'', có nghĩa là nhóm sẽ thu hút người hâm mộ vào vũ trụ của họ bằng sự quyến rũ độc đáo của riêng họ. Cravity cũng có nghĩa là ''Center of Gravity'', vì các thành viên sẽ tạo ra sự cân bằng hoàn hảo khi họ cùng nhau thể hiện những màn trình diễn tốt nhất. Tên fandom của nhóm là Luvity (러비티).

## Lịch sử

### 2016 - 2019: Trước khi ra mắt
- Allen đã từng là thực tập sinh của JYP. Anh gia nhập JYP vào năm 2016 và rời JYP vào năm 2018. Anh đã tham gia chương trình sống còn tuyển chọn thành viên Stray Kids và được cho là ra mắt cùng với Stray Kids nhưng rốt cuộc lại không lọt vào đội hình cuối cùng.
- Serim đã từng là thực tập sinh của YG. Anh là người chiến thắng cuối cùng trong buổi thử giọng của YG từ ‘'Bundang LJ Dance Academy School School'' năm 2017.
- Jungmo đã từng tham gia chương trình sống còn Produce X 101 của Mnet với tư cách là 1 trong những thực tập sinh nam đại diện cho Starship nhưng bị loại ở hạng 12 tập chung kết.
- Wonjin đã từng là thực tập sinh của Big Hit. Năm 2019, anh tham gia chương trình sống còn Produce X 101 của Mnet với tư cách là 1 trong những thực tập sinh nam đại diện cho Starship nhưng bị loại ở hạng 19 trong tập chung kết.
- Minhee từng xuất hiện trong MV Thirst của Mad Clown, Ailee. Năm 2019, anh tham gia chương trình sống còn Produce X 101 của Mnet với tư cách là 1 trong những thực tập sinh nam đại diện cho Starship. Chương trình kết thúc, Minhee trở thành thành viên X1 với hạng 10.
- Hyeongjun cũng tham gia chương trình sống còn Produce X 101 của Mnet với tư cách là 1 trong những thực tập sinh nam đại diện cho Starship. Chương trình kết thúc, Hyeongjun trở thành thành viên X1 với hạng 4.

### 2020: Ra mắt
Nhóm đã ra mắt với 9 thành viên Serim, Allen, Jungmo, Woobin, Wonjin, Minhee, Hyeongjun, Taeyoung, Seongmin vào ngày 14 tháng 4 năm 2020 với mini album Season 1. Hideout: Remember Who We Are và đã bán được hơn 100.000 bản trong tháng 4 năm 2020, trở thành nghệ sĩ tân binh Hàn Quốc bán chạy nhất vào năm 2020, tính đến tháng 8 năm 2020.
Cravity đã đạt vị trí cao nhất trên Bảng xếp hạng Billboard Social 50 ở vị trí thứ 12. Họ là nhóm nhạc Hàn Quốc thứ năm lọt vào Social 50, cũng như là nghệ sĩ tân binh duy nhất của Hàn Quốc lọt vào bảng xếp hạng Billboard's Social 50 năm 2020.
17 tháng 6, Cravity đã phát hành một video âm nhạc cho bài hát "Cloud 9" của họ, một ca khúc trước đó trong mini album debut của nhóm. Sau đó, họ đã bắt đầu quảng bá bài hát này trên các chương trình âm nhạc.
5 tháng 8, Cravity thông báo họ sẽ trở lại đầu tiên với mini album Season 2. Hideout: The New Day We Step Into vào ngày 24 tháng 8 năm 2020 với ca khúc chủ đề "Flame". Lời bài hát trong album do hai thành viên Serim và Allen viết.
13 tháng 8, tại lễ trao giải Soribada Awards 2020, Cravity đã giành được "Giải thưởng nghệ sĩ mới", giải thưởng đầu tiên của họ kể từ khi ra mắt. 24 tháng 8, Cravity phát hành album thứ hai của họ, Season 2. Hideout: The New Day We Step Into.
1 tháng 9, Cravity đã có chiến thắng đầu tiên trong chương trình âm nhạc The Show của họ trên SBS MTV' với "Flame".
28 tháng 9, tại lễ trao giải Brand Of The Years, được tổ chức bởi Ủy ban Thương hiệu Người tiêu dùng Hàn Quốc, Cravity đã giành được "Giải thưởng tân binh năm".
21 tháng 10, nhóm cho ra mắt MV trình diễn " Ohh Ahh" và bắt đầu quảng bá bài hát trên các show âm nhạc.

### 2021
19 tháng 1, Cravity trở lại với mini album Season 3. Hideout: Be Our Voice với ca khúc "My Turn". Ba thành viên Serim, Allen và Wonjin đã tham gia viết lời cho album này.
12 tháng 3, nhóm cho ra mắt MV trình diễn có tên là "Bad Habits" và bắt đầu quảng bá trên các show âm nhạc.
19 tháng 8, Cravity trở lại với full album đầu tiên "<THE AWAKENING> WRITTEN IN THE STARS" với bài hát chù đề Gas Pedal.
7 tháng 10, nhóm cho ra Special Video "Veni Vidi Vici" - b-side trong album WITS và quảng bá trên các show âm nhạc.

## Thành viên
- Chú thích: In đậm là nhóm trưởng

| Nghệ danh | Nghệ danh | Tên khai sinh   | Tên khai sinh | Tên khai sinh | Tên khai sinh   | Ngày sinh         | Nơi sinh                          | Quốc tịch |
| Latinh    | Hangul    | Latinh          | Hangul        | Hanja         | Hán Việt        | Ngày sinh         | Nơi sinh                          | Quốc tịch |
| Serim     | 세림      | Park Se-rim     | 박세림        | 朴世琳        | Phác Thế Lâm    | 3 tháng 3, 1999   | Yongin, Gyeonggi, Hàn Quốc        | Hàn Quốc  |
| Allen     | 앨런      | Ma Shih Chuan   | 마스취안      | 馬蒔權        | Mã Thi Quyền    | 26 tháng 4, 1999  | Đài Bắc, Đài Loan                 | Hoa Kỳ    |
| Allen     | 앨런      | Allen Ma        | 앨런마        | 馬蒔權        | Mã Thi Quyền    | 26 tháng 4, 1999  | Đài Bắc, Đài Loan                 | Hoa Kỳ    |
| Jungmo    | 정모      | Koo Jung-mo     | 구정모        | 具廷謨        | Cụ Đình Mô      | 5 tháng 2, 2000   | Apgujeong-dong, Gangnam, Hàn Quốc | Hàn Quốc  |
| Woobin    | 우빈      | Seo Woo-bin     | 서우빈        | 徐宇璸        | Từ Vũ Tân       | 16 tháng 10, 2000 | Gwangju, Hàn Quốc                 | Hàn Quốc  |
| Wonjin    | 원진      | Ham Won-jin     | 함원진        | 咸元進        | Hàm Nguyên Tiến | 22 tháng 3, 2001  | Eunpyeong-gu, Seoul, Hàn Quốc     | Hàn Quốc  |
| Minhee    | 민희      | Kang Min-hee    | 강민희        | 姜珉熙        | Khương Mân Hy   | 17 tháng 9, 2002  | Suncheon, Jeolla Nam, Hàn Quốc    | Hàn Quốc  |
| Hyeongjun | 형준      | Song Hyeong-jun | 송형준        | 宋刑准        | Tống Hình Chuẩn | 30 tháng 11, 2002 | Gyeongnam, Tongyeong, Hàn Quốc    | Hàn Quốc  |
| Taeyoung  | 태영      | Kim Tae-young   | 김태영        | 金太煐        | Kim Thái Anh    | 27 tháng 1, 2003  | Yeonsu, Incheon, Hàn Quốc         | Hàn Quốc  |
| Seongmin  | 성민      | Ahn Seong-min   | 안성민        | 安性珉        | An Tính Mân     | 1 tháng 8, 2003   | Songpa-gu, Seoul, Hàn Quốc        | Hàn Quốc  |

## Danh sách đĩa nhạc

### Mini album
| Tên                                         | Thông tin album                                                                                        | Danh sách bài hát                                                                                               | Vị trí xếp hạng cao nhất | Vị trí xếp hạng cao nhất | Doanh số                      |
| Tên                                         | Thông tin album                                                                                        | Danh sách bài hát                                                                                               | HQ                       | NB                       | Doanh số                      |
| ------------------------------------------- | --- | --- | ------------------------ | ------------------------ | ----------------------------- |
| Season 1. Hideout: Remember Who We Are      | - Phát hành: Ngày 14 tháng 4 năm 2020 - Hãng: Starship Entertainment - Định dạng: CD, digital download | Danh sách 1. Top of the Chain 2. Break all the Rules 3. JUMPER 4. Blackout 5. 낯섦(Stay) 6. Cloud 9 7. 별(Star) | 1                        | 7                        | - Hàn: 104,343 - Nhật: 4,129  |
| Season 2. Hideout: The New Day We Step Into | - Phát hành: 24 Tháng 8 Năm 2020 - Hãng: Starship Entertainment - Định dạng: CD, digital download      | Danh sách 1. Flame 2. Believer 3. Ohh Ahh 4. Realize 5. 열기구(Hot Air Balloon) 6. Sunrise 7. 호흡(Breathing)   | 1                        | 10                       | - Hàn: 131,507 - Nhật: 10,133 |
| Season 3. Hideout: Be Our Voice             | - Phát hành: 19 tháng 1 Năm 2021 - Hãng: Starship Entertainment - Định dạng: CD, digital download      | 1. My Turn 2. Call my name 3. Mammoth 4. Bad Habits 5. Moonlight 6. Dangerous 7. Give me your love              |                          |                          |                               |

### Đĩa đơn
| Tên                 | Năm  | Vị trí xếp hạng cao nhất | Album                                       |
| Tên                 | Năm  | HQ                       | Album                                       |
| ------------------- | ---- | ------------------------ | ------------------------------------------- |
| Break All the Rules | 2020 | —                        | Season 1. Hideout: Remember Who We Are      |
| Cloud 9             | 2020 | —                        | Season 1. Hideout: Remember Who We Are      |
| Flame               | 2020 | —                        | Season 2. Hideout: The New Day We Step Into |
| Ooh Ahh             | 2020 | —                        | Season 2. Hideout: The New Day We Step Into |
| My Turn             | 2021 |                          | Season 3. Hideout: Be Our Voice             |

## Video âm nhạc

### Video âm nhạc
| Năm  | Tên                 | Album                                       | Ghi chú           |
| ---- | ------------------- | ------------------------------------------- | ----------------- |
| 2020 | Break All the Rules | Season 1. Hideout: Remember Who We Are      | MV debut của nhóm |
| 2020 | Cloud 9             | Season 1. Hideout: Remember Who We Are      |                   |
| 2020 | Blackout            | Season 1. Hideout: Remember Who We Are      | Selfie.ver        |
| 2020 | Flame               | Season 2. Hideout: The New Day We Step Into |                   |
| 2020 | Ohh Ahh             | Season 2. Hideout: The New Day We Step Into | Performance Video |
| 2021 | My Turn             | Season 3. Hideout: Be Our Voice             |                   |
| 2021 | Bad Habits          | Season 3. Hideout: Be Our Voice             | Performance Video |

### Video âm nhạc đã tham gia
| Năm  | Ngày | Tên    | Nghệ sĩ                | Thành viên                        |
| ---- | ---- | ------ | ---------------------- | --------------------------------- |
| 2018 | 12/4 | Thirst | Mad Clown, Ailee       | Minhee                            |
| 2019 | 21/3 | X1-Ma  | Thí sinh Produce X 101 | Jungmo, Wonjin, Hyeongjun, Minhee |
| 2019 | 27/8 | Flash  | X1                     | Minhee, Hyeongjun                 |

## Một số bài hát khác

### Hợp tác
| Năm  | Tên         | Album              | Thành viên                        | Ghi chú                                      |
| ---- | ----------- | ------------------ | --------------------------------- | -------------------------------------------- |
| 2019 | Pretty Girl | 31 Boys 5 Concepts | Jungmo, Wonjin, Hyeongjun, Minhee | Kết hợp với Dongpyo (MIRAE), Jinwoo (GHOST9) |

## Giải thưởng
| Năm  | Giải thưởng        | Hạng mục     | Đề cử   | Kết quả   | Ref.   |
| ---- | ------------------ | ------------ | ------- | --------- | ------ |
| 2020 | Soribada Awards    | Nghệ sĩ mới  | Cravity | Đoạt giải | [ 17 ] |
| 2020 | Brand Of The Year  | Tân binh nam | Cravity | Đoạt giải |        |
| 2020 | Melon Music Awards | Tân binh     | Cravity | Đoạt giải |        |

## Chương trình âm nhạc

#### The Show
| Năm  | Ngày       | Bài hát      | Điểm |
| ---- | ---------- | ------------ | ---- |
| 2020 | 1 tháng 9  | "Flame"      | 6070 |
| 2022 | 4 tháng 10 | "Party Rock" | 9110 |
| 2023 | 14 tháng 3 | "Groovy"     | 8550 |